# Pietro D'Elia
Pietro D'Elia (Salerno, Italia, 29 de abril de 1946) fue un árbitro de fútbol italiano internacional, que dirigió 192 partidos en dieciséis temporadas en la Serie A de su país, así como 19 en competiciones europeas de la UEFA. Se retiró en 1992.